# Wardböhmen
 (décembre 2019).
Wardböhmen est un quartier de la commune allemande de Bergen, dans l'arrondissement de Celle, Land de Basse-Saxe.

## Géographie
Wardböhmen comprend les villages Hoope et Sehlhof.
Wardböhmen se trouve sur la Bundesstraße 3 et la ligne de Celle à Soltau.

## Histoire
Wardböhmen est mentionné pour la première fois en 1197 sous le nom de "Werthebohmen in parrochia Berge".
Au musée Bomann à Celle et au Niedersächsisches Landesmuseum à Hanovre se trouvent des fouilles provenant de brouettes sur Hengstberg et Schaftstallberg, au sud-ouest de Wardböhmen. Les objets funéraires d'une femme de l'âge du bronze ancien, trouvés sur Schaftstallberg, peuvent être vus dans le Heimatmuseum Römstedthaus à Bergen.
Le 1er février 1971, Wardböhmen est incorporé dans la ville de Bergen.
L'émetteur de Wardböhmen remplace en 1986 l'ancienne tour, construite en 1952, qui est démolie en 1996.

## Source, notes et références
- (de) Cet article est partiellement ou en totalité issu de l’article de Wikipédia en allemand intitulé « Wardböhmen » (voir la liste des auteurs).